# Temporada 1999 de Euro Open by Nissan
La temporada 1999 de Euro Open Movistar by Nissan fue la segunda edición de este campeonato. Se mantienen las espicificaciones técnicas de la temporada anterior con excepción de un nuevo alerón trasero que estrenan los monoplazas. Fortuna desaparece del campeonato como patrocinador y se une Movistar.

## Escuderías y pilotos
Las escuderías y pilotos para la temporada 1999 fueron las siguientes:
| Escudería                  | N.º | Pilotos                | Rondas      |
| -------------------------- | --- | ---------------------- | ----------- |
| Adrián Campos Motorsport   | 1   | Antonio García         | Todas       |
| Adrián Campos Motorsport   | 2   | Fernando Alonso        | Todas       |
| Vitamina R - Scuderia Famà | 3   | Manuel Giao            | Todas       |
| Vitamina R - Scuderia Famà | 4   | Joël Camathias         | Todas       |
| Nokia - EC Motorsport      | 5   | Ángel Burgueño         | Todas       |
| Sol - EC Motorsport        | 6   | Roberto Toninelli      | Todas       |
| Sol - EC Motorsport        | 7   | Riccardo Ronchi        | Todas       |
| G Tec                      | 8   | Steffen Widmann        | 1-3         |
| G Tec                      | 9   | Laurent Delahaye       | 1-3         |
| G Tec                      | 10  | David Sterckx          | 1-3         |
| Ericsson G Tec             | 9   | Laurent Delahaye       | 4-8         |
| Ericsson G Tec             | 11  | Rafael Sarandeses      | Todas       |
| Promodrive Racing          | 12  | Sebastián Martino      | 1-4         |
| Promodrive Racing          | 14  | Mohammed Al-Bajsair    | 1           |
| Promodrive Racing          | 33  | Chris Clark            | 5-8         |
| Glückmann Racing           | 15  | Sergio García          | 1-2         |
| Glückmann Racing           | 29  | Frederic Gosparini     | 2-4, 6      |
| Glückmann Racing           | 37  | Jamie Spence           | 6-7         |
| Glückmann Racing           | 38  | Abimael Tomeno         | 7-8         |
| Saturn Motorsport          | 16  | Lluis Llobet           | 1-3, 7-8    |
| Saturn Motorsport          | 17  | David Bosch            | 1-4         |
| Saturn Motorsport          | 18  | Víctor Fernández       | 1           |
| Formax Racing Team         | 19  | Tamás Illés            | 1, 3-5, 7-8 |
| M Tac                      | 20  | Ramón Caus             | 1-2         |
| Venturini Racing           | 21  | Davide Campana         | 1-4         |
| Venturini Racing           | 22  | Rui Aguas              | Todas       |
| Venturini Racing           | 39  | Michelle Gasparini     | 5-8         |
| Bigi Motorsport            | 23  | Federico Sanz          | 1-2         |
| Auto in Motorsport         | 26  | Nicky Cadei            | Todas       |
| Auto in Motorsport         | 27  | Giuseppe Burlotti      | Todas       |
| Auto in Motorsport         | 36  | Andrea Belicchi        | 1-5         |
| Tecno Dinamica Attiva      | 30  | Giorgio Pantano        | 4-6         |
| McDonald's G Tec           | 31  | Fernando Navarrete     | 4-5, 7-8    |
| Azteca Motorsport          | 32  | Frederic Haglund       | 8           |
| Ocean G Tec                | 35  | Greg Caton             | 6           |
| Vergani Racing             | 40  | Tomas Scheckter        | 8           |
| Movistar Racing Fórmula    | 55  | Miguel Ángel de Castro | Todas       |
| Movistar Racing Fórmula    | 77  | Balba González-Camino  | Todas       |

- Elide Racing llevó el coche #11 en la primera ronda, y al Movistar Racing Fórmula hasta la ronda 5.

## Calendario
Tests
| N.º | Circuito                       | Ubicación | Fecha            |
| --- | ------------------------------ | --------- | ---------------- |
| 1   | Circuito de Albacete           | Albacete  | 12 y 13 de marzo |
| 2   | Circuito de Barcelona-Cataluña | Montmeló  | 15 de marzo      |
| 3   | Circuito Ricardo Tormo         | Cheste    | 18 de mayo       |

Temporada
| Ronda | Circuito                       | Ubicación                  | Fecha           |
| ----- | ------------------------------ | -------------------------- | --------------- |
| 1     | Circuito de Albacete           | Albacete                   | 28 de marzo     |
| 2     | Circuito de Jerez              | Jerez de la Frontera       | 11 de abril     |
| 3     | Circuito del Jarama            | San Sebastián de los Reyes | 16 de mayo      |
| 4     | Autodromo Nazionale di Monza   | Monza                      | 13 de junio     |
| 5     | Circuito del Jarama            | San Sebastián de los Reyes | 11 de julio     |
| 6     | Donington Park                 | Donington                  | 5 de septiembre |
| 7     | Circuito de Barcelona-Cataluña | Montmeló                   | 3 de octubre    |
| 8     | Circuito Ricardo Tormo         | Cheste                     | 7 de noviembre  |

## Resultados y clasificaciones
| Ronda | Ronda | Ubicación                     | Circuito                       | Fecha           | Pole Position     | Vuelta rápida     | Piloto ganador    | Escudería ganadora |
| ----- | ----- | ----------------------------- | ------------------------------ | --------------- | ----------------- | ----------------- | ----------------- | ------------------ |
| 1     | C1    | Albacete, España              | Circuito de Albacete           | 27 de marzo     | Sebastián Martino | Antonio García    | Ángel Burgueño    | EC Motorsport      |
| 1     | C2    | Albacete, España              | Circuito de Albacete           | 28 de marzo     | Ángel Burgueño    | Steffen Widmann   | Fernando Alonso   | Campos Motorsport  |
| 2     | C1    | Jerez, España                 | Circuito de Jerez              | 10 de abril     | Manuel Gião       | Ángel Burgueño    | Manuel Gião       | Scuderia Famà      |
| 2     | C2    | Jerez, España                 | Circuito de Jerez              | 11 de abril     | Ángel Burgueño    | Rui Aguas         | Ángel Burgueño    | EC Motorsport      |
| 3     | C1    | San Sebastián, España         | Circuito del Jarama            | 15 de mayo      | Fernando Alonso   | Fernando Alonso   | Laurent Delahaye  | G-Tec              |
| 3     | C2    | San Sebastián, España         | Circuito del Jarama            | 16 de mayo      | Fernando Alonso   | Laurent Delahaye  | Fernando Alonso   | Campos Motorsport  |
| 4     | C1    | Monza, Italia                 | Autodromo Nazionale di Monza   | 12 de junio     | Fernando Alonso   | Manuel Gião       | Ángel Burgueño    | EC Motorsport      |
| 4     | C2    | Monza, Italia                 | Autodromo Nazionale di Monza   | 13 de junio     | Manuel Gião       | Davide Campana    | Andrea Belicci    | Auto in Motorsport |
| 5     | C1    | San Sebastián, España         | Circuito del Jarama            | 10 de julio     | Fernando Alonso   | Laurent Delahaye  | Rafael Sarandeses | G-Tec              |
| 5     | C2    | San Sebastián, España         | Circuito del Jarama            | 11 de julio     | Antonio García    | Rafael Sarandeses | Antonio García    | Campos Motorsport  |
| 6     | C1    | Castle Donington, Reino Unido | Donington Park                 | 4 de septiembre | Fernando Alonso   | Fernando Alonso   | Fernando Alonso   | Campos Motorsport  |
| 6     | C2    | Castle Donington, Reino Unido | Donington Park                 | 5 de septiembre | Fernando Alonso   | Fernando Alonso   | Fernando Alonso   | Campos Motorsport  |
| 7     | C1    | Barcelona, España             | Circuito de Barcelona-Cataluña | 2 de octubre    | Manuel Gião       | Manuel Gião       | Manuel Gião       | Scuderia Famà      |
| 7     | C2    | Barcelona, España             | Circuito de Barcelona-Cataluña | 3 de octubre    | Manuel Gião       | Manuel Gião       | Fernando Alonso   | Campos Motorsport  |
| 8     | C1    | Valencia, España              | Circuito Ricardo Tormo         | 6 de noviembre  | Tomas Scheckter   | Fernando Alonso   | Tomas Scheckter   | Vergani Racing     |
| 8     | C2    | Valencia, España              | Circuito Ricardo Tormo         | 7 de noviembre  | Tomas Scheckter   | Fernando Alonso   | Fernando Alonso   | Campos Motorsport  |

- [1]

### Puntuaciones
| Posición | 1º | 2º | 3º | 4º | 5º | 6º | 7º | 8º | 9º | 10º | VR |
| Puntos   | 20 | 15 | 12 | 10 | 8  | 6  | 4  | 3  | 2  | 1   | 2  |

### Campeonato de Pilotos
| Pos. | Piloto                 | ALB | ALB | JER | JER | JAR | JAR | MNZ | MNZ | JAR | JAR | DON | DON | CAT | CAT | VAL | VAL | Puntos |
| ---- | ---------------------- | --- | --- | --- | --- | --- | --- | --- | --- | --- | --- | --- | --- | --- | --- | --- | --- | ------ |
| 1    | Fernando Alonso        | Ret | 1   | Ret | DNS | Ret | 1   | Ret | Ret | 2   | Ret | 1   | 1   | 7   | 1   | 2   | 1   | 164    |
| 2    | Manuel Giao            | 3   | 2   | 1   | 3   | 5   | EX  | 3   | 12  | Ret | 8   | 2   | 6   | 1   | 2   | 3   | 4   | 157    |
| 3    | Laurent Delahaye       | 6   | Ret | 10  | 5   | 1   | 4   | 2   | Ret | 3   | 4   | 14  | 5   | 2   | 5   | 4   | 8   | 129    |
| 4    | Ángel Bugueño          | 1   | Ret | 3   | 1   | Ret | 9   | 1   | Ret | 5   | 13  | 9   | Ret | Ret | 3   | 5   | 3   | 118    |
| 5    | Rui Aguas              | Ret | 16  | 2   | 2   | 2   | 5   | 4   | Ret | 4   | 3   | 11  | 3   | Ret | 6   | 7   | 6   | 115    |
| 6    | Antonio García         | 2   | 15  | 5   | 8   | 4   | 3   | 5   | Ret | Ret | 1   | 6   | 2   | Ret | DNS | 9   | 5   | 109    |
| 7    | Giuseppe Burlotti      | 4   | 7   | 13  | Ret | 8   | 2   | 6   | 3   | 9   | 6   | 5   | 4   | 4   | 12  | 6   | 7   | 94     |
| 8    | Rafael Sarandeses      | 13  | 5   | 11  | Ret | 6   | 13  | 12  | 8   | 1   | 2   | 7   | 10  | 3   | 16  | 8   | Ret | 74     |
| 9    | Miguel Ángel de Castro | 5   | 3   | 7   | Ret | 3   | Ret | 16  | DNS | 7   | 7   | 12  | Ret | 5   | 4   | 13  | 10  | 63     |
| 10   | Andrea Belicci         | 7   | 4   | 8   | 6   | Ret | DNS | 8   | 1   | 13  | Ret |     |     |     |     |     |     | 46     |
| 11   | Nicki Cadei            | 10  | 10  | 15  | 11  | Ret | 11  | Ret | 4   | 6   | 5   | 3   | Ret | 13  | Ret | 12  | Ret | 38     |
| 12   | Tomas Scheckter        |     |     |     |     |     |     |     |     |     |     |     |     |     |     | 1   | 2   | 35     |
| 13   | Steffen Widmann        | Ret | 18  | 4   | 4   | 7   | Ret |     |     |     |     |     |     |     |     |     |     | 26     |
| 14   | Davide Campana         | 9   | Ret | Ret | Ret | 9   | 7   | Ret | 2   |     |     |     |     |     |     |     |     | 25     |
| 15   | Joel Camathias         | Ret | 6   | 12  | Ret | Ret | DNS | 17  | 13  | 8   | 9   | Ret | 12  | 6   | 7   | 10  | 11  | 22     |
| 16   | Frederic Gosparini     |     |     | 6   | 7   | Ret | 6   | Ret | DNS |     |     | 17  | Ret |     |     |     |     | 16     |
| 17   | David Bosch            | Ret | 13  | 17  | 12  | 11  | 8   | 7   | 5   |     |     |     |     |     |     |     |     | 15     |
| 18   | Jamie Spence           |     |     |     |     |     |     |     |     |     |     | 4   | Ret | 10  | 9   |     |     | 13     |
| 19   | Roberto Toninelli      | 15  | 8   | 16  | Ret | 13  | DNS | 10  | 6   | 12  | 14  | Ret | 11  | 12  | 8   | 11  | Ret | 13     |
| 20   | Michele Gasparini      |     |     |     |     |     |     |     |     | 14  | 10  | 13  | 7   | 8   | 10  | 15  | 9   | 11     |
| 21   | Giorgio Pantano        |     |     |     |     |     |     | Ret | 10  | 15  | 12  | 8   | 8   |     |     |     |     | 7      |
| 22   | Sebastián Martino      | 11  | Ret | Ret | DNS | 10  | 10  | 13  | 7   |     |     |     |     |     |     |     |     | 6      |
| 23   | Sergio García          | 8   | Ret | 9   | 10  |     |     |     |     |     |     |     |     |     |     |     |     | 6      |
| 24   | Chris Clark            |     |     |     |     |     |     |     |     | 10  | 11  | 10  | 9   | 9   | 13  | 16  | Ret | 6      |
| 25   | Riccardo Ronchi        | Ret | 14  | 18  | 13  | 17  | 12  | 9   | 9   | 16  | 15  | 16  | 13  | 11  | 14  | 18  | 12  | 4      |
| 26   | David Sterckx          | 12  | 9   | Ret | 9   | 12  | 14  |     |     |     |     |     |     |     |     |     |     | 4      |
| 27   | Fernando Navarrete     |     |     |     |     |     |     | 11  | Ret | 11  | Ret |     |     | 16  | 11  | 14  | Ret | 0      |
| 28   | Balba González-Camino  | 16  | Ret | Ret | 14  | 14  | Ret | 14  | 11  | 17  | 16  | 18  | Ret | Ret | 17  | Ret | 14  | 0      |
| 29   | Ramón Caus             | 14  | 11  | 19  | 15  |     |     |     |     |     |     |     |     |     |     |     |     | 0      |
| 30   | Federico Sanz          | Ret | 12  | 14  | Ret |     |     |     |     |     |     |     |     |     |     |     |     | 0      |
| 31   | Tamás Illés            | Ret | 17  |     |     | 15  | Ret | 18  | Ret | 18  | 17  |     |     | 14  | 15  | 17  | 13  | 0      |
| 32   | LLuís Llobet           | Ret | Ret | 20  | Ret | 16  | Ret | 15  | Ret |     |     |     |     | 15  | Ret | Ret | 15  | 0      |
| 33   | Greg Caton             |     |     |     |     |     |     |     |     |     |     | 15  | Ret |     |     |     |     | 0      |
| 34   | Abimael Tomeno         |     |     |     |     |     |     |     |     |     |     |     |     | 17  | Ret | Ret | Ret | 0      |
| 35   | Víctor Fernández       | 17  | 19  |     |     |     |     |     |     |     |     |     |     |     |     |     |     | 0      |
| 36   | Frederic Haglund       |     |     |     |     |     |     |     |     |     |     |     |     |     |     | Ret | DNS | 0      |
| NC   | Mohammed Al-Bajsair    | WD  | WD  |     |     |     |     |     |     |     |     |     |     |     |     |     |     | -      |
| Pos. | Piloto                 | ALB | ALB | JER | JER | JAR | JAR | MNZ | MNZ | JAR | JAR | DON | DON | CAT | CAT | VAL | VAL | Puntos |

| Color     | Resultado                                                               |
| --------- | ----------------------------------------------------------------------- |
| Oro       | Ganador                                                                 |
| Plata     | 2.ª plaza                                                               |
| Bronce    | 3.ª plaza                                                               |
| Verde     | Finalizó en los puntos                                                  |
| Azul      | Finalizó sin puntos                                                     |
| Azul      | NC - No clasificado                                                     |
| Violeta   | Ret - No terminó (Carrera)                                              |
| Rojo      | DNQ - No se clasificó                                                   |
| Negro     | DSQ - Descalificado                                                     |
| Blanco    | DNS - No empezó (carrera)                                               |
| Blanco    | WD - Retirado (fin de semana)                                           |
| Blanco    | C - Carrera cancelada                                                   |
| Sin color | DNP - Inscrito pero no participó                                        |
| Sin color | INJ - Lesionado                                                         |
| Sin color | EX - Excluido                                                           |
| Estado    | Resultado                                                               |
| Negrita   | Pole position                                                           |
| Cursiva   | Vuelta rápida                                                           |
| †         | Abandona, pero clasifica al completar el porcentaje requerido para ello |

- [1]

### Campeonato de Escuderías
| Pos. | Escudería                | ALB | ALB | JER | JER | JAR | JAR | MNZ | MNZ | JAR | JAR | DON | DON | CAT | CAT | VAL | VAL | Puntos |
| ---- | ------------------------ | --- | --- | --- | --- | --- | --- | --- | --- | --- | --- | --- | --- | --- | --- | --- | --- | ------ |
| 1    | Adrián Campos Motorsport | 2   | 1   | 5   | 8   | 4   | 1   | 5   | Ret | 2   | 1   | 1   | 1   | 7   | 1   | 2   | 1   | 230    |
| 2    | Vitamina R - Famà        | 3   | 2   | 1   | 3   | 5   | EX  | 3   | 12  | 8   | 8   | 2   | 6   | 1   | 2   | 3   | 4   | 169    |
| 3    | Venturini Racing         | 9   | 16  | 2   | 2   | 2   | 5   | 4   | 2   | 4   | 3   | 11  | 3   | 8   | 6   | 7   | 6   | 137    |
| 4    | Auto in Motorsport       | 4   | 4   | 8   | 6   | 8   | 2   | 6   | 1   | 6   | 5   | 3   | 4   | 4   | 12  | 6   | 7   | 129    |
| 5    | Ericsson G Tec           | 13  | 5   | 11  | Ret | 6   | 13  | 2   | 8   | 1   | 2   | 7   | 5   | 2   | 5   | 4   | 8   | 119    |
| 6    | Nokia - EC Motorsport    | 1   | Ret | 3   | 1   | Ret | 9   | 1   | Ret | 5   | 13  | 9   | Ret | Ret | 3   | 5   | 3   | 118    |
| 7    | Movistar Racing Fórmula  | 5   | 3   | 7   | 14  | 3   | Ret | 14  | 11  | 7   | 7   | 12  | Ret | 5   | 4   | 13  | 10  | 63     |
| 8    | G Tec                    | 6   | 9   | 4   | 4   | 1   | 4   |     |     |     |     |     |     |     |     |     |     | 62     |
| 9    | Vergani Racing           |     |     |     |     |     |     |     |     |     |     |     |     |     |     | 1   | 2   | 35     |
| 10   | Glückmann Racing         | 8   | Ret | 6   | 7   | Ret | 6   | Ret | DNS |     |     | 4   | Ret | 10  | 9   | Ret | Ret | 32     |
| 11   | Saturn Motorsport        | 17  | 13  | 17  | 12  | 11  | 8   | 7   | 5   |     |     |     |     | 15  | Ret | Ret | 15  | 15     |
| 12   | Sol - EC Motorsport      | 15  | 8   | 16  | 13  | 13  | 12  | 9   | 6   | 12  | 14  | 16  | 11  | 11  | 8   | 11  | 12  | 14     |
| 13   | Promodrive Racing        | 11  | Ret | Ret | DNS | 10  | 10  | 13  | 7   | 10  | 11  | 10  | 9   | 9   | 13  | 16  | Ret | 12     |
| 14   | Tecno Dinamica Attiva    |     |     |     |     |     |     | Ret | 10  | 15  | 12  | 8   | 8   |     |     |     |     | 7      |
| 15   | McDonald's G Tec         |     |     |     |     |     |     | 11  | Ret | 11  | Ret |     |     | 16  | 11  | 14  | Ret | 0      |
| 16   | M Tac                    | 14  | 11  | 19  | 15  |     |     |     |     |     |     |     |     |     |     |     |     | 0      |
| 17   | Bigi Motorsport          | Ret | 12  | 14  | Ret |     |     |     |     |     |     |     |     |     |     |     |     | 0      |
| 18   | Formax Racing Team       | Ret | 17  |     |     | 15  | Ret | 18  | Ret | 18  | 17  |     |     | 14  | 15  | 17  | 13  | 0      |
| 19   | Ocean G Tec              |     |     |     |     |     |     |     |     |     |     | 15  | Ret |     |     |     |     | 0      |
| NC   | Azteca Motorsport        |     |     |     |     |     |     |     |     |     |     |     |     |     |     | Ret | DNS | 0      |
| Pos. | Escudería                | ALB | ALB | JER | JER | JAR | JAR | MNZ | MNZ | JAR | JAR | DON | DON | CAT | CAT | VAL | VAL | Puntos |

| Color     | Resultado                                                               |
| --------- | ----------------------------------------------------------------------- |
| Oro       | Ganador                                                                 |
| Plata     | 2.ª plaza                                                               |
| Bronce    | 3.ª plaza                                                               |
| Verde     | Finalizó en los puntos                                                  |
| Azul      | Finalizó sin puntos                                                     |
| Azul      | NC - No clasificado                                                     |
| Violeta   | Ret - No terminó (Carrera)                                              |
| Rojo      | DNQ - No se clasificó                                                   |
| Negro     | DSQ - Descalificado                                                     |
| Blanco    | DNS - No empezó (carrera)                                               |
| Blanco    | WD - Retirado (fin de semana)                                           |
| Blanco    | C - Carrera cancelada                                                   |
| Sin color | DNP - Inscrito pero no participó                                        |
| Sin color | INJ - Lesionado                                                         |
| Sin color | EX - Excluido                                                           |
| Estado    | Resultado                                                               |
| Negrita   | Pole position                                                           |
| Cursiva   | Vuelta rápida                                                           |
| †         | Abandona, pero clasifica al completar el porcentaje requerido para ello |

- [1]

### Trofeo de Naciones
| Pos. | Nación      | ALB | ALB | JER | JER | JAR | JAR | MNZ | MNZ | JAR | JAR | DON | DON | CAT | CAT | VAL | VAL | Puntos |
| ---- | ----------- | --- | --- | --- | --- | --- | --- | --- | --- | --- | --- | --- | --- | --- | --- | --- | --- | ------ |
| 1    | España      | 1   | 1   | 3   | 1   | 3   | 1   | 1   | 5   | 1   | 1   | 1   | 1   | 3   | 1   | 2   | 1   | 297    |
| 2    | Portugal    | 3   | 2   | 1   | 2   | 2   | 5   | 3   | 12  | 4   | 3   | 2   | 3   | 1   | 2   | 3   | 4   | 207    |
| 3    | Italia      | 4   | 4   | 8   | 6   | 8   | 2   | 6   | 1   | 6   | 5   | 3   | 4   | 4   | 8   | 6   | 7   | 134    |
| 4    | Francia     | 6   | Ret | 6   | 5   | 1   | 4   | 2   | Ret | 3   | 4   | 14  | 5   | 2   | 5   | 4   | 8   | 133    |
| 5    | Sudáfrica   |     |     |     |     |     |     |     |     |     |     |     |     |     |     | 1   | 2   | 35     |
| 6    | Alemania    | Ret | 18  | 4   | 4   | 7   | Ret |     |     |     |     |     |     |     |     |     |     | 26     |
| 7    | Suiza       | Ret | 6   | 12  | Ret | Ret | DNS | 17  | 13  | 8   | 9   | Ret | 12  | 6   | 7   | 10  | 11  | 22     |
| 9    | Reino Unido |     |     |     |     |     |     |     |     | 10  | 11  | 4   | 9   | 9   | 9   | 16  | Ret | 17     |
| 9    | Argentina   | 11  | 12  | 14  | Ret | 10  | 10  | 13  | 7   |     |     |     |     |     |     |     |     | 6      |
| 10   | Bélgica     | 12  | 9   | Ret | 9   | 12  | 14  |     |     |     |     |     |     |     |     |     |     | 4      |
| 11   | Hungría     | Ret | 17  |     |     | 15  | Ret | 18  | Ret | 18  | 17  |     |     | 14  | 15  | 17  | 13  | 0      |
| NC   | Suecia      |     |     |     |     |     |     |     |     |     |     |     |     |     |     | Ret | DNS | 0      |
| Pos. | Nación      | ALB | ALB | JER | JER | JAR | JAR | MNZ | MNZ | JAR | JAR | DON | DON | CAT | CAT | VAL | VAL | Puntos |

| Pos. | Piloto             | Puntos |
| ---- | ------------------ | ------ |
| 1    | Fernando Alonso    | 164    |
| 2    | Antonio García     | 109    |
| 3    | Rafael Sarandeses  | 76     |
| 4    | Tomas Scheckter    | 35     |
| 5    | Joël Camathias     | 22     |
| 6    | Roberto Toninelli  | 13     |
| 7    | Giorgio Pantano    | 7      |
| 8    | Sergio García      | 6      |
| 9    | Riccardo Ronchi    | 4      |
| 10   | Fernando Navarrete | 0      |
| 11   | Federico Sanz      | 0      |

| Pos. | Piloto            | Puntos |
| ---- | ----------------- | ------ |
| 1    | Giuseppe Burlotti | 94     |
| 2    | Andrea Belicci    | 46     |
| 3    | Nicki Cadei       | 38     |
| 4    | Davide Campana    | 25     |
| 5    | Roberto Toninelli | 13     |
| 6    | Michele Gasparini | 11     |
| 7    | Giorgio Pantano   | 7      |